# Gynoplistia elaphus
Gynoplistia elaphus là một loài ruồi trong họ Limoniidae. Chúng phân bố ở miền Australasia.